# Сцинтиляційні лічильники
Сцинтиляційні лічильники — детектори радіоактивного випромінювання, принцип дії яких базується на люмінесценції.
Сцинтиляційні лічильники використовують для виявлення радіоактивного випромінювання речовини, що світяться при поглинанні гамма-кванта, нейтрона або зарядженої частинки, люмінофори. В сучасних приладах світло за допомогою світловодів передається на фотопомножувачі. Використовуючи послідовно кілька фотопомножувачів можна добитися підсилення в мільярди разів.
Для виявлення гамма-квантів найчастіше використовуються кристали NaI з домішком талію. Для виявлення заряджених частинок краще використовувати пластикові сцинтилятори, наприклад, полістерин з добавкою терфінілу. Рідинні сцинтиляційні лічильники ефективні для реєстрації бета-частинок.

## Історія
Вперше сцинтиляційний лічильник був використаний у 1903 році Вільямом Круксом. В його досліді альфа-частинки викликали спалахи на екрані, покритому ZnS. Спалахи розглядалися під мікроскопом.